# Park Beihai
Park Beihai (chiń. upr. 北海公园; chiń. trad. 北海公園; pinyin: Běihǎi Gōngyuán) – dawny ogród cesarski, obecnie park w Pekinie, leżący na północny zachód od Zakazanego Miasta. Park jest jednym z najstarszych i najlepiej zachowanych obiektów tego typu w Chinach. Nazwa Beihai oznacza dosłownie Północne Morze.
Kompleks parkowy ma powierzchnię ok. 69 ha, z czego ponad połowa to zbiorniki wodne. W centrum parku leży wyspa Qionghua, która jest otoczona dużym stawem – jeziorem Taiye, zwanym też inaczej Beihai, od czego pochodzi nazwa całego parku.
Na wyspie Qionghua znajduje się lamaistyczna dagoba, zwana Białą Dagobą. Wzdłuż brzegów jeziora stanął zespół otwartych altan – pawilony Pięciu Smoków. Północny brzeg zamyka ściana Dziewięciu Smoków ozdobiony barwnymi wizerunkami smoków wykonanymi z glazurowanych, rzeźbionych cegieł. Jest to mur, który osłaniał nieistniejącą świątynię. W południowej części parku znajduje się Tuancheng – Okrągłe Miasto, otoczone wysokim murem, długim na 276 metrów.
W przeszłości tereny wokół Beihai połączone były z kompleksem Zhongnanhai, który służy obecnie chińskim władzom i jest zamknięty dla zwiedzających. 

## Historia
Ogród powstał na początku X w., za czasów dynastii Liao. Wraz z ogrodem powstał pałac Yaoyu. Za panowania dynastii Jin utworzono jezioro. Ziemię, którą usunięto podczas budowy zbiornika, użyto do usypania trzech wysp. Na przestrzeni wieków dwie z nich zostały połączone z lądem, jednak główną wyspę wciąż otaczają wody jeziora. W XIII w. Kubilaj-chan powiększył obszar parku i uczynił go centrum stolicy swojego kraju, zwanej Dadu. Za panowania cesarza Yongle park uległ przebudowie, powiększono także jezioro. Większość budynków, które stoją w parku do dziś, m.in. pawilony Pięciu Smoków czy ściana Dziewięciu Smoków, powstało za rządów cesarza Qianlonga z dynastii Qing. W 1651 roku, zgodnie z sugestią tybetańskiego lamy Naomuhana wzniesiono Białą Dagobę. Cesarz Shunzhi zgodził się na ten projekt, aby pokazać oddanie wierze buddyjskiej oraz chęć zjednoczenia różnych narodowości Chin. Do roku 1911 park był niedostępny dla zwykłych ludzi. Dopiero kilkanaście lat po upadku dynastii Qing, w roku 1925 kompleks otworzono dla publiczności. W 1961 roku park stał się jednym z pierwszych obiektów kulturalnych objętych ochroną państwa.

### Legenda

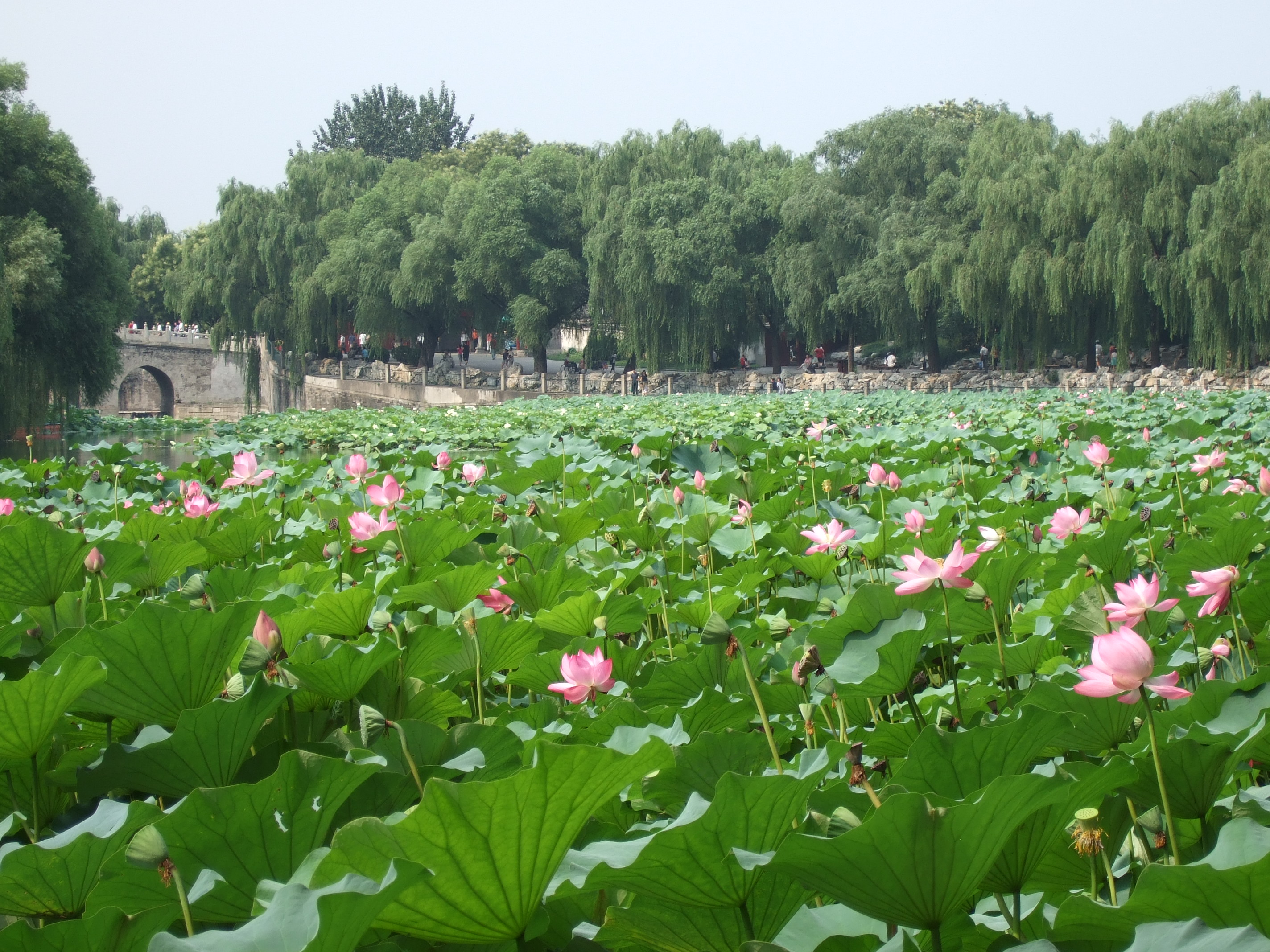
Lotosy na jeziorze

Uważa się, że park powstał zgodnie z tradycyjną legendą chińską, która mówi, że na wschód od Zatoki Pohaj istniały trzy magiczne góry – Penglai, Yingzhou i Fangzhang, w których podobno żyli bogowie, mający ziołowy lek, który miał pomóc ludziom w uzyskaniu nieśmiertelności. W rezultacie wielu cesarzy próbowało odnaleźć te góry. Pierwszy cesarz Chin, Qin Shihuang, wysłał ludzi w ich poszukiwaniu, jednak wyprawa się nie udała. W końcu cesarz rozkazał utworzyć jezioro przy swoim pałacu oraz usypać na nim trzy wzgórza, które miały imitować te opisane w legendzie. Podobnie uczynił także cesarz Wudi z dynastii Han. Najprawdopodobniej Beihai został również zbudowany zgodnie z tym trendem.

## Opis
Mająca 35,9 m wysokości Biała Dagoba to lamaistyczna stupa znajdująca się w najwyższym punkcie na wyspie Qionghua. Dagoba została zbudowana z białego marmuru. Dagoba jest zwieńczona u góry dwoma brązowymi daszkami w kształcie parasola, wokół których wisi 14 dzwonków, również wykonanych z brązu. Wewnątrz dagoby znajdują się pisma buddyjskie, płaszcz mnicha, miska na jałmużnę oraz dwa kawałki Śariry. Naprzeciwko dagoby znajduje się Świątynia Białej Dagoby. Ponadto na wyspie znajdują się inne budynki, m.in. Sala Zhengjue, Wieże Bębna i Dzwonu oraz Świątynia Yong’an. 
W północno-zachodniej części parku znajdują się pawilony Pięciu Smoków. Na budynek składa się pięć połączonych ze sobą pawilonów, gdzie zachowało się dużo rzeźb i malowideł na filarach i belkach.

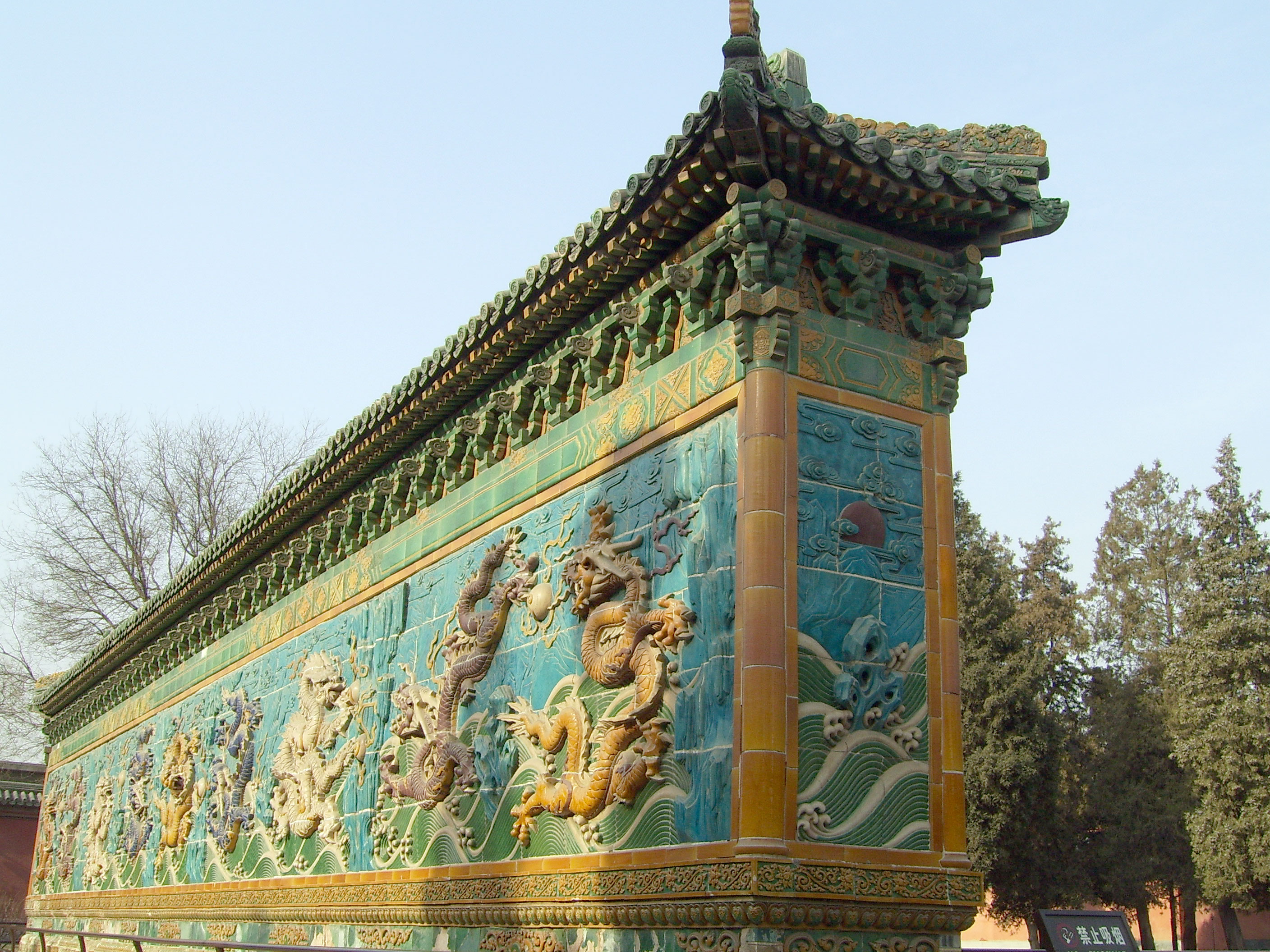
Ściana Dziewięciu Smoków

Na północ od pawilonów Pięciu Smoków stoi, wzniesiony w 1756 roku ściana Dziewięciu Smoków. Jego długość wynosi 27 m, wysokość 6,65 m, a szerokość 1,42 m. Mur wykonano z siedmiokolorowych, glazurowanych kafli. Dziewięć smoków ozdabia obie strony muru.
W południowej części parku znajduje się Tuancheng, czyli Okrągłe Miasto. Jest to obszar o powierzchni 4500 m², otoczony murem o wysokości 4,6 m, którego łączna długość wynosi 276 m. Głównym budynkiem w Okrągłym Mieście jest Chengguangdian, wewnątrz którego znajduje się 1,6-metrowy posąg Buddy, wyrzeźbiony z jednego kawałka białego jadeitu ozdobiony kamieniami szlachetnymi. Został on przekazany cesarzowi Guangxu przez władcę Kambodży. Podczas inwazji na Pekin w 1900 roku, rzeźbie urwano lewe ramię.